# Max Kreuziger
Max Paul Eduard Kreuziger (* 13. August 1880 in Berlin; † 12. März 1953 ebenda) war ein deutscher Pädagoge und Kommunalpolitiker.

## Werdegang
In den Jahren 1898 bis 1901 studierte der als Sohn eines Schneiders geborene Max Kreuziger in Berlin am Lehrerseminar. Ab 1902 arbeitete er nach einjährigem Militärdienst als Lehrer.
Nach dem Ersten Weltkrieg wurde Kreuziger Mitglied der Sozialdemokratischen Partei Deutschlands (SPD). Von 1921 bis 1922 war er Mitglied der Bezirksverordnetenversammlung im Berliner Bezirk Prenzlauer Berg. 1922 erfolgte die Ernennung Kreuzigers als Rektor einer Weddinger Gemeindeschule. In den Jahren 1922 bis 1928 gehörte Kreuziger als Stadtverordneter neben seiner beruflichen Tätigkeit der Stadtverordnetenversammlung von Groß-Berlin an.
1928 wurde er zum Magistratsschulrat von Berlin ernannt. Im Jahr 1931 wechselte Kreuziger als Referent für weltliche Schulen in das Preußische Kultusministerium. Seine Zielsetzung war dabei durchweg eine sozialdemokratische Schulreform.
Im Dezember 1932 wurde Kreuziger nach dem Staatsstreich von Papens aus dem Verwaltungsdienst entlassen, so dass er wieder als Lehrer arbeitete. Mit der Machtergreifung der Nationalsozialisten geriet Kreuziger immer mehr ins politische Visier. Im September 1933 folgten die Entlassung aus dem Lehrdienst verbunden mit einer ständigen Polizeiaufsicht. Kreuziger arbeitete ab dem Jahr 1934 in verschiedenen Buchhandlungen. Infolge des gescheiterten Attentats auf Hitler vom 20. Juli 1944 wurde auch Kreuziger verhaftet und über zwei Monate lang im Konzentrationslager Sachsenhausen inhaftiert.
Nach dem Zweiten Weltkrieg setzte ihn die Sowjetische Militäradministration (SMAD) als stellvertretenden Bezirksbürgermeister im Berliner Bezirk Prenzlauer Berg ein. Kreuziger trat als Sozialdemokrat ab Anfang 1946 aktiv für die Vereinigung von SPD und KPD zur Sozialistischen Einheitspartei Deutschlands (SED) ein und wirkte dort auch in der Programmkommission mit.
In den Jahren 1946 bis 1948 gehörte Kreuziger als Stadtverordneter der SED wieder der Stadtverordnetenversammlung an und engagierte sich zusammen mit Paul Oestreich, Ernst Wildangel und Richard Schallock an der Ausarbeitung und Verwirklichung des Berliner Einheitsschulgesetzes. Nach der Teilung Berlins gehörte Kreuziger von 1948 bis 1951 in Ost-Berlin als Stadtrat für Volksbildung dem Magistrat von Groß-Berlin an.

## Ehrungen
Im Juni 1950 bekam er von DDR-Staatspräsident Wilhelm Pieck die Auszeichnung Verdienter Lehrer des Volkes.
Max Kreuziger wurde im März 1953 auf dem Zentralfriedhof Friedrichsfelde bestattet. Außerdem erhielt eine im Jahr 1954 neu gebaute Schule in Berlin-Friedrichshain den Ehrennamen Max-Kreuziger-Grundschule (Böcklinstraße 1), die später zu einer Oberschule erweitert wurde. Das Haus steht heute unter Denkmalschutz, dient aber seit einigen Jahren nicht mehr als Schule. Ein Immobilienunternehmen erwarb es und ließ es zu einem Wohnhaus umbauen, das die Bezeichnung Max-Kreuziger-Haus erhielt.

## Publikationen
- Die Schule der Gemeinschaft in ihrem Verhältnis zu Familie und Staat. In: Die Schule der Gemeinschaft. Im Auftrage des Zentralinstituts für Erziehung und Unterricht. Leipzig, 1925, S. 81–89.
- Martin Schulz unter Mitarbeit von Max Kreuziger: Altes und neues Berlin. Ein praktisches Heimatbuch. Beltz, Langensalza 1930. (=Unser Berlin 1)
- Zur Frage der berufspraktischen Tagungen (Fortbildungstagungen) gemäß Erlaß vom 4. Juni 1931. In: Zentralblatt für die gesamte Unterrichtsverwaltung in Preußen. 1932. Digitalisat
- Unser Erziehungsprogramm. Rede, gehalten auf dem Pädagogischen Kongress, Leipzig, September 1947. Volk und Wissen, Berlin, Leipzig  1947.
- Die Schulreform in Berlin. Vortrag am 29. Januar 1947 im Deutschen Theater. Huth, Berlin 1947.
- Ohne Demokratisierung der Schule kein neuer demokratischer Geist. In: Neue Schule – neuer Geist. Der Kampf um die Berline Schulreform. Landesverband Groß-Berlin der SED, Berlin 1947, S. 35–45.
- Rechenschaftsbericht über das zweite Jahr der demokratischen Einheitsschule. Volk und Wissen, Berlin, Leipzig  1948.